# جلال طاهر شمس (گلپایگانی)

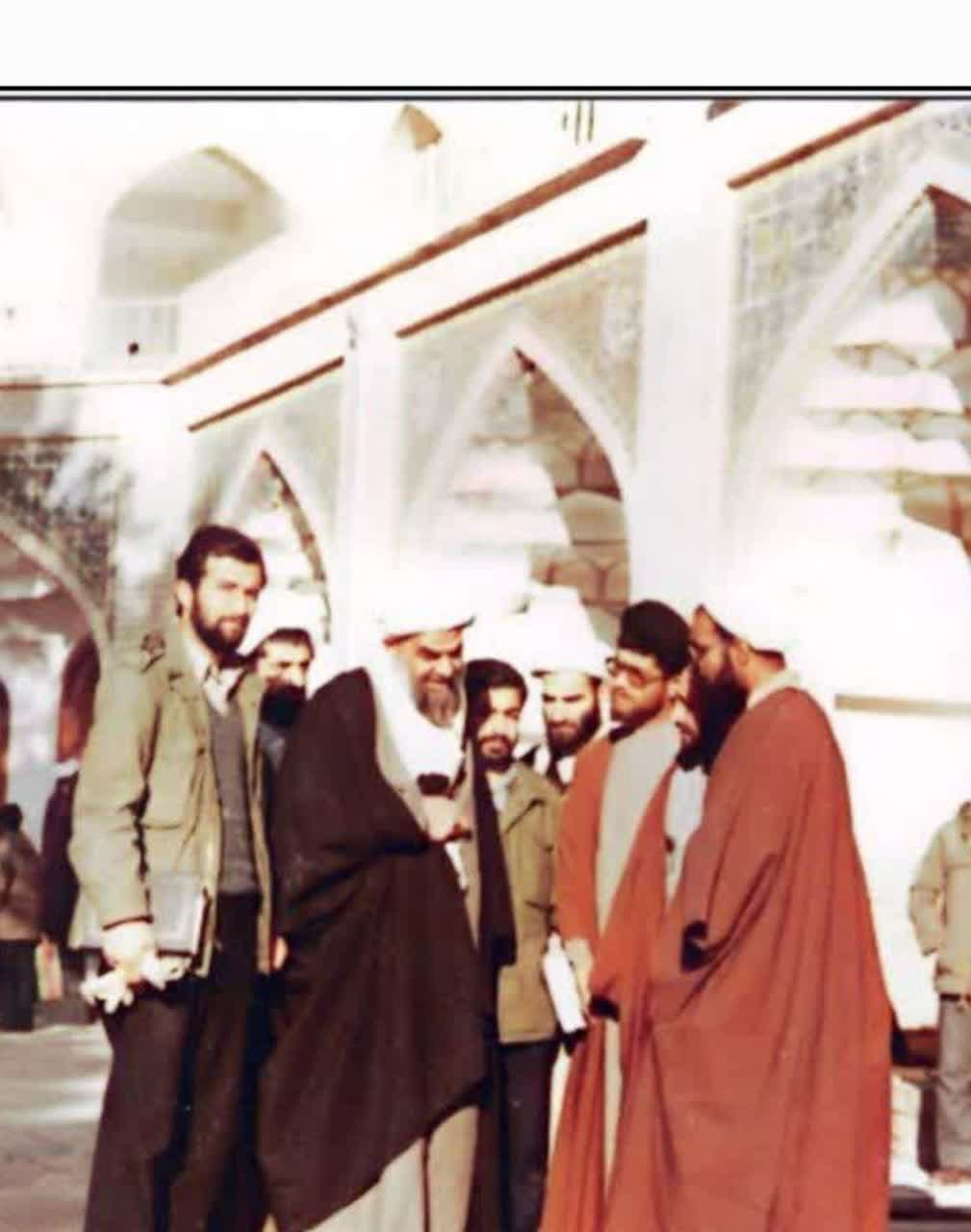
طاهرشمس به همراه جمعی از شاگردان در سال 1366

جلال طاهر شمس (گلپایگانی) (۱ فروردین ۱۳۰۶ – ۸ شهریور ۱۳۷۴) مدرس شیعه و نماینده دوره اول مجلس خبرگان رهبری به نمایندگی از مردم استان مرکزی بود.

## زندگی
جلال طاهر شمس (گلپایگانی) در سال ۱۳۰۶ هجری شمسی در گوگد گلپایگان در میان خانواده‌ای متدین چشم به جهان گشود.

## دوران تحصیل و استادان
جلال طاهر شمس با به پایان بردن تحصیلات دبستان، در شانزده سالگی (۱۳۲۲) به آموختن دروس دینی رو آورد و در کلاس میرزا هدایت الله وحید گلپایگانی، دروسی چند را آموخت. سپس به حوزه علمیه اراک رفت و در کلاس محمد سلطان العلما و محمد امام خوانساری شرکت نمود.
او در سال ۱۳۲۴ ه‍.ش به حوزه علمیه قم وارد شد و پس از تکمیل دوره سطح در طی حدود چهار سال در ۱۳۲۸ هجری شمسی به دروس خارج فقه و اصول سید محمدتقی خوانساری، سید محمد حجت کوهکمری، سید حسین طباطبایی بروجردی، سیدمحمدرضا گلپایگانی، سیدرضا بهاءالدینی و روح‌الله خمینی راه یافت و در دروس علوم عقلی سید محمد حسین طباطبایی شرکت کرد و مبانی فقهی، اصولی، فلسفی و تفسیری را آموخت به طوری که در سن حدود بیست و پنج سالگی به درجه اجتهاد رسید.

## فعالیتهای علمی و فرهنگی
جلال طاهر شمس از همان ابتدای سال‌های تحصیل به تدریس رو آورد و طی سالیان متمادی که از سی سال تجاوز می‌کند سطوح عالی را تدریس کرد.وی از جهت علمی قوی بود وبه گفته یکی ازشاگردان ایشان واقعاً قدرشان مجهول مانده...
ایشان یکی از ممتحنین حوزه به شمار می‌رفت واهل دقت نظر بود و اگر کسی را میپذیرفت دیگران روی او حساب می‌کردند.
وی در طول عمر پر برکت خویش جهت تبلیغ به اقصی نقاط کشور می رفت.
مسجد و حسینیه ولیعصر کاشانک نیاوران شمیران از باقیات الصالحات این عالم ربانی میباشد که به کمک اهالی این محل بازسازی شد. 
او از اعضای گروه تألیف جامع احادیث شیعه بود و از اعضای هیئت علمی کنگره شیخ انصاری و هیئت امنای مجتمع علوم دینی حضرت ولی عصر به‌شمار می‌رفت. از او مقاله‌ای به نام «شیخ انصاری، محقق و مؤسس» انتشار یافته‌است.

## فعالیتهای سیاسی
جلال طاهر شمس در سالهای آغازین نهضت خمینی همراه با خیل عظیم مردم به مبارزه با رژیم پادشاهی پهلوی پرداخت. او پس از پیروزی انقلاب اسلامی با حکم مستقیم خمینی به عنوان حاکم شرع استان مرکزی انتخاب شد که پس از مدت بسیار کوتاه از این سمت کناره گرفت. او از اعضای اصلی جامعه مدرسین حوزه علمیه قم بود و امضایش در زیر اعلامیه‌های مهم آن مرکز به چشم می‌خورد.
او پس از پیروزی انقلاب ۱۳۵۷ نیز به عضویت در شورای مدیریت حوزه علمیه قم درآمد و در انتخابات دوره اول مجلس خبرگان رهبری به نمایندگی از مردم استان مرکزی انتخاب شد. خط خوش، صراحت لهجه، زهدوتقوی، آزاداندیشی، فروتنی وانس باقرآن ودعااز خصوصیاتش بود. وی سرانجام در هشتم شهریور ۱۳۷۴ مطابق با سوم ربیع الثانی ۱۴۱۶در سن ۶۸ سالگی بر اثر سانحه تصادف، کشته شد و پیکرش پس از تشییع باشکوه در جوار آرامگاه معصومه در قم به خاک سپرده شد.

## تألیفات
از او تألیفاتی نیز بر جای مانده که برخی هنوز به چاپ نرسیده‌است. از آن جمله است:
۱ـ کتاب الخمس
۲ـ حاشیه بر مکاسب
۳ـ حاشیه بر رسائل
۴ـ حاشیه بر کفآیهالاصول
۵ـ معارف دینی.